# Quincentenario de la Reforma 2017
El Reformationsjubiläum 2017 de las Iglesias Evangélicas en el período 2016/2017, conmemora el Quincentenario de la Reforma luterana. Es la culminación mundial de la llamada Luther-Dekade (Década de Lutero). Durante todo el año 2017, se celebrarán actos religiosos, eventos culturales, congresos y exposiciones sobre el tema. Se celebrará el 31 de octubre de ese año porque en esa fecha, en 1517, el reformador Martín Lutero clavó, según la tradición, sus 95 tesis en la puerta de la Iglesia de Todos los Santos de Wittenberg, Alemania.

## Organización
La Iglesia Evangélica en Alemania (EKD) nombró a Margot Käßmann Representante del Consejo de la Iglesia Evangélica en Alemania (EKD) para el Quincentenario 2017.
Para la organización y preparación de los diversos eventos y acciones en el Año Luterano,  el Día de la Iglesia Evangélica Alemana (DEKT) y la Iglesia Evangélica en Alemania (EKD), crearon en el año 2015 la asociación Reformationsjubiläum 2017, con sede en Lutherstadt Wittenberg. 
Desde el año 2011, el Gobierno Federal apoya el proyecto estructural y económicamente, según un acuerdo tomado por todos los partidos del Bundestag.
Del 24 al 28 de mayo de 2017, se celebrará el 36º Día de la Iglesia Evangélica Alemana en Wittenberg y Berlín.

## Efectos
Con motivo del Quincentenario, el Día de la Reforma que se celebra cada año el 31 de octubre, será en el año 2017 un día Festivo. Todas las regiones donde el Día de la Reforma no es festivo, deberán modificar sus leyes o reglamentos, para que el 31 de octubre de 2017, sea Festivo.
La Deutsche Bibelgesellschaft, con motivo del Aniversario, decidió realizar una revisión de la Lutherbibel. Se publicó  el 19 de Octubre de 2016 con el nombre de Lutherbibel 2017 y se presentó oficialmente el 30 de octubre de 2016, durante un acto religioso en la Eisenach Georgenkirche.

## Europeo Stationenweg
1. ↑  Leyenda sobre la fijación de las tesis en Luther.de
2. ↑  Texto de las 95 tesis en Luther.de
3. ↑  EKD - Eclesiásticas: el departamento Administrativo de la Comunicación: Iglesia Evangélica en Alemania.
4. ↑  Deutscher Bundestag Drucksache 17/6465. 6 de Julio 2011
5. ↑  Día de la reforma – 2017 único a nivel nacional día de Fiesta?
6. ↑  «Comunicado de prensa de la Deutsche Bibelgesellschaft de 20-7-2010.». Archivado desde el original el 31 de octubre de 2013. Consultado el 25 de diciembre de 2016.
7. ↑  
Presentación de la Lutherbibel 30-10-2016.

- Datos: Q23817190
- Multimedia: Reformation quincentenary 2017 / Q23817190